# Irish Singles Chart
Irish Singles Chart (eller Irlands singlehitliste), er Irlands pendant til den danske Track Top-40. Irish Recorded Music Association (IRMA), står bag hitlisten, der offentliggøres en gang om ugen.
Fra debuten i 1962 og frem til 1992 blev listen udarbejdet ud fra hvor mange eksemplarer, der blev sendt ud til butikkerne og først fra 1992, blev den udarbejdet ud fra hvor mange, der reelt blev solgt. Fra 1. juli 2006 talte også downloads med i det samlede regnskab.
| Musik | Spire Denne musikartikel er en spire som bør udbygges. Du er velkommen til at hjælpe Wikipedia ved at udvide den. |